# Onze-Lieve-Vrouw-van-Altijddurende-Bijstandkerk (Watermaal-Bosvoorde)
De Onze-Lieve-Vrouw-van-Altijddurende-Bijstandkerk (Frans: Église Notre-Dame du Perpétuel Secours) is een kerkgebouw in de Belgische gemeente Watermaal-Bosvoorde in het Brussels Hoofdstedelijk Gewest. De kerk staat aan de Aartshertogenlaan 68 en staat ongeveer 100 meter ten zuiden van de Aartshertogensquare. Ten noordoosten van het kerkgebouw ligt de tuinwijk Floréal en ten zuidoosten de tuinwijk Le Logis.
De kerk is gewijd aan Onze-Lieve-Vrouw van Altijddurende Bijstand.

## Geschiedenis
In 1966 werd het kerkgebouw gebouwd naar het ontwerp van architect Marc Dessauvage.